# 飯野由里子
飯野 由里子（いいの ゆりこ、1973年 - ）は、日本のフェミニズム研究者。専門はジェンダー、セクシュアリティ、ディスアビリティ研究。東京大学大学院教育学研究科附属バリアフリー教育開発研究センター特任准教授。学位は博士（比較文化）。「ふぇみ・ゼミ：ジェンダーと多様性をつなぐ
フェミニズム自主ゼミナール」運営委員。
ファイ・ベータ・カッパ(Phi Beta Kappa）会員。

## 略歴
1999年、ワシントン州立大学（Washington State University）、Bachelor of Sociology取得（スマ・コム・ラウデ）。2001年8月、城西国際大学大学院人文科学研究科（女性学専攻）修士課程修了。修士（女性学）。2004年10月、城西国際大学大学院人文科学研究科（比較文化専攻）博士課程満期退学。2007年9月、論文「レズビアンである<わたしたち>のストーリーを読みなおす：レズビアン・ミニコミ誌を素材に」によって城西国際大学より博士（比較文化）の学位を取得。
その後、東京大学、大妻女子大学、早稲田大学、日本女子大学非常勤講師を経て、2012年から東京大学大学院教育学研究科附属バリアフリー教育開発研究センター特任研究員。同センター特任助教を経て、2022年4月より現職。

## 研究業績

### 単著
- 『レズビアンである〈わたしたち〉のストーリー』生活書院、2008年。ISBN　978-4-903690-21-6

### 共著
- （川島聡・西倉実季・星加良司）『合理的配慮：対話を開く、対話が拓く』有斐閣、2016年。ISBN　978-4-641-17422-1
- 菊地夏野、堀江有里、飯野由里子、赤枝香奈子、清水晶子ほか 著、菊地夏野、堀江有里、飯野由里子 編『クィア・スタディーズをひらく2』晃洋書房、2022年3月30日。ISBN 978-4771035607。
- （星加良司・西倉実季）『「社会」を扱う新たなモード：「障害の社会モデル」の使い方』生活書院、2022年。ISBN　978-4-86500-142-6
- （清水晶子・ハントンヒョン）『ポリティカル・コレクトネスからどこへ』有斐閣、2022年。ISBN 978-4-641-17477-1

### 翻訳
- キャシー・ブラック『癒しの説教学：障害者と相互依存の神学』（川越敏司・飯野由里子・森壮也訳）教文館、2008年。ISBN　978-4-7642-6673-5
- ジェイン・ピルチャー、イメルダ・ウィラハン『キーコンセプト：ジェンダー・スタディーズ』（片山亜紀訳者代表・飯野由里子ほか訳、金井淑子解説）新曜社、2008年[7]。ISBN　978-4-7885-1075-3
- カイラ・シュラー『ホワイト・フェミニズムを解体する：インターセクショナル・フェミニズムによる対抗史』（飯野由里子監訳・川副智子訳）明石書店、2023年。ISBN　978-4-7503-5483-5

### 論文
- 「障害者への割引サービスをずるいと感じるあなたへー「公平性」をめぐるコンフリクト」中邑賢龍・福島智編『バリアフリー・コンフリクトーー争われる身体と共生のゆくえ』東大出版会 2012年 pp.129-151
- Iino, Yuriko. 'Separating Income from Work: Lotta Feminista and Aoi Shiba no Kai, ' Akihiko Matsui eds., Proceeding of the forum “Disability and Economy: Creating a Society for All,” DisabilityPress, 2012, pp. 155-162.
- Iino, Yuriko. 'On Disabled Access to the Sexual Realm: How Does the Feminist Perspective Contribute?' Feminism & Psychology, Sage, 2012, pp. 536-541.
- 「ディスアビリティ経験と公／私の区分」松井彰彦他編『障害を問い直す』東洋経済新報社 2011年 pp.259-287
- 「ゲイである」ことの語り、ゲイコミュニティの語りを考察するーー語りを共同行為として捉える視点から」『解放社会学研究22』日本解放社会学会 2010年 pp.83-94.
- 「女性障害者のセクシュアリティ論のために」『RIM アジア・太平洋女性学研究会会誌』第12巻第2号 城西大学ジェンダー・女性学研究所　2011年 pp.28-41.
- Iino, Yuriko. 'Politics of "Disregarding": Addressing Zainichi Issues Within the Lesbian Community in Japan,' Journal of Lesbian Studies, 10(3/4), The Haworth Press Inc.　2006　pp.69-85.
- 「『エイズ予防法』案に反対したレズビアンたち」桜井厚編『戦後世相の経験史』せりか書房 2006年 pp. 200-219.
- 「カミングアウト・ストーリー再考」『かりん かりん：女性学・ジェンダー研究』第5号 城西国際大学大学院 2005年 pp.115-123.
- 「日本のレズビアン・フェミニストのストーリーを読み直す」『解放社会学研究』第18号 日本解放社会学会 2004年 pp.18-38.
- 「差異をもつ〈わたしたち〉の語られ方ーーあるレズビアン・アクティヴィストのライフストーリー」桜井厚編『ライフストーリーとジェンダー』せりか書房、2003年、pp.86-102.

### 研究ノート・エッセイ
- 「バルネラブルな知識の交換のために」『支援』Vol. 2 生活書院 2012年3月 pp. 234-237.（エッセイ）
- 「種を拾うーー『ジェンダー論』の授業実践を通して」『RIM アジア・太平洋女性学研究会会誌』第11巻第1号 城西大学ジェンダー・女性学研究所 2009年 pp.57-61. （エッセイ）
- 「『クィアする』とはどういうことなのか？」『女性』第15号 日本女性学会 2008年 pp.78-83. (研究ノート)
- 「生きることのできる世界のためにーージュディス・バトラーの講演を聴いて」『ふぇみん 婦人民主新聞』第2783号 2006年2月15日発行 (レポート)
- 「フェミニズムで必須の概念「インターセクショナリティ」、なぜ日本で知られていないのか【フェミニズム研究・飯野由里子】『Webメディア　NOISIE（ノイジー）』（インタビュー）
- 「マイノリティ女性は声をあげてきた、でも…2021年に考えたい「日本のフェミニズム」の問題点【フェミニズム研究・飯野由里子】『Webメディア　NOISIE（ノイジー）』（インタビュー）